# Ruslan Černenko
Ruslan Serhijovič Černenko (in ucraino Руслан Сергійович Черненко?; traslitterazione anglosassone: Ruslan Serhiyovych Chernenko; Kiev, 22 settembre 1992) è un calciatore ucraino, centrocampista dell'Obolon'.

## Carriera
Černenko ha iniziato a giocare nelle giovanili della Dinamo Kiev e dell'Arsenal Kiev, dove inizia la sua carriera da professionista. Nel 2012 passa in prestito per una stagione al Desna Černihiv dove gioca 19 partite segnando 3 reti. Il 6 giugno 2022 è passato allo Spartak Varna, squadra neopromossa della prima divisione bulgara, firmando un contratto biennale.

## Palmarès

### Club
- Perša Liha: 1

Arsenal Kiev: 2017-2018

### Individuale
- Capocannoniere della Perša Liha: 1

2020-2021 (15 gol)